# UFC 210
UFC 210: Cormier vs. Johnson 2 è stato un evento di arti marziali miste tenuto dalla Ultimate Fighting Championship l'8 aprile 2017 al KeyBank Center di Buffalo, Stati Uniti.

## Risultati
|                                                   | Divisione         |                    |                 |                  | Metodo                                        | Round           | Tempo           | Premio          |
| Card Principale                                   | Card Principale   | Card Principale    | Card Principale | Card Principale  | Card Principale                               | Card Principale | Card Principale | Card Principale |
| ------------------------------------------------- | ----------------- | ------------------ | --------------- | ---------------- | --------------------------------------------- | --------------- | --------------- | --------------- |
| Sfida valida per il titolo di campione indiscusso | Pesi mediomassimi | Daniel Cormier (c) | batte           | Anthony Johnson  | Sottomissione (rear-naked choke)              | 2               | 3:37            |                 |
|                                                   | Pesi medi         | Gegard Mousasi     | batte           | Chris Weidman    | KO tecnico (ginocchiate)                      | 2               | 3:13            |                 |
|                                                   | Pesi paglia (F)   | Cynthia Calvillo   | batte           | Pearl Gonzalez   | Sottomissione (rear-naked choke)              | 3               | 3:45            |                 |
|                                                   | Pesi welter       | Thiago Alves       | batte           | Patrick Côté     | Decisione unanime (30-27, 30-27, 30-27)       | 3               | 5:00            |                 |
|                                                   | Pesi leggeri      | Charles Oliveira   | batte           | Will Brooks      | Sottomissione (rear-naked choke)              | 1               | 2:30            | POTN            |
| Card Preliminare (Fox Sports 1)                   |                   |                    |                 |                  |                                               |                 |                 |                 |
|                                                   | Pesi piuma        | Myles Jury         | batte           | Mike De La Torre | KO tecnico (gomitate e pugni)                 | 1               | 3:30            |                 |
|                                                   | Pesi welter       | Kamaru Usman       | batte           | Sean Strickland  | Decisione unanime (30-27, 30-26, 30-26)       | 3               | 5:00            |                 |
|                                                   | Pesi piuma        | Shane Burgos       | batte           | Charles Rosa     | KO tecnico (pugni)                            | 3               | 1:59            | FOTN            |
|                                                   | Pesi mediomassimi | Patrick Cummins    | batte           | Jan Błachowicz   | Decisione maggioritaria (29-28, 29-28, 28-28) | 3               | 5:00            |                 |
| Card Preliminare (UFC Fight Pass)                 |                   |                    |                 |                  |                                               |                 |                 |                 |
|                                                   | Pesi leggeri      | Gregor Gillespie   | batte           | Andrew Holbrook  | KO (pugni)                                    | 1               | 0:21            | POTN            |
|                                                   | Pesi leggeri      | Desmond Green      | batte           | Josh Emmett      | Decisione non unanime (28-29, 29-28, 30-27)   | 3               | 5:00            |                 |
|                                                   | Pesi gallo (F)    | Katlyn Chookagian  | batte           | Irene Aldana     | Decisione non unanime (28-29, 29-28, 29-28)   | 3               | 5:00            |                 |
|                                                   | Pesi mosca        | Magomed Bibulatov  | batte           | Jenel Lausa      | Decisione unanime (29-26, 29-26, 29-26)       | 3               | 5:00            |                 |

## Premi
I lottatori premiati ricevettero un bonus di 50.000 dollari.
Legenda:
- FOTN: Fight of the Night (vengono premiati entrambi gli atleti per il miglior incontro dell'evento)
- POTN: Performance of the Night (viene premiato il vincitore per la migliore performance dell'evento)